# Гебридские острова
Гебри́дские острова́ (англ. Hebrides [ˈhɛbrɪˌdiːz], гэльск. Innse Gall) — архипелаг в Атлантическом океане у западных берегов Шотландии. Входит в группу Британских островов. Две островные цепи архипелага — Внутренние и Внешние Гебриды — разделены проливами Литл-Минч и Норт-Минч, а также внутренним Гебридским морем.

## Описание
Гебридские острова представляют собой широко разбросанную группу из примерно 500 скалистых, по большей части высоких островов, из них населено около 100. Площадь поверхности — около 7,2 тыс. км², из которых около 1,6 тыс. км² занято озёрами. Большая часть поверхности островов — каменистые или заболоченные равнины (торфяники). Имеются низкогорья высотой до 1009 м (гора Куллин-Хилс на острове Скай), а также лавовые поля и следы древнего оледенения (троги, карры).
Влажный морской климат, средняя температура января составляет 4—6 °С, июля — 12—14 °C. Осадков много — до 2000 мм в год. Из растительности — луга на дерново-грубогумусных и дерново-торфянистых почвах, верещатники, изредка рощи из низкорослой берёзы. Повышенная влажность поспособствовала формированию ландшафтов островов, где озёра чередуются с заболоченными лугами и торфяниками, а прибрежные скалы, веками обдуваемые ветрами и шлифуемые океанскими водами, отличаются причудливыми формами и очертаниями.

### Внутренние Гебридские острова
К Внутренним Гебридам относятся острова Скай, Малл, Айлей, Джура, Рам и др. Северные острова входят в состав округа Хайленд, южные — округа Аргайл-энд-Бьют.

### Внешние Гебридские острова
К Внешним Гебридам относятся острова Льюис-энд-Гаррис (остров, состоящий из двух исторических частей — Льюис и Гаррис, часто называемых «островами»), Норт-Уист, Бенбекьюла, Саут-Уист, Барра и др. Внешние Гебриды административно образуют округ На-х-Эланан-Шиар (ранее называвшийся Уэстерн-Айлс).

## История
Самыми первыми из обитателей этих островов были, по-видимому, пикты, которые с 843 года считались подданными шотландских королей, а к XII веку были практически ассимилированы скоттами. В течение долгих веков острова в действительности находились под властью шотландских старшин, которых парламентский акт 1748 года лишил их прав. 

## Экономика
Жители в основном занимаются рыболовством и животноводством. Налажено производство шерстяных тканей (твид); развит туризм. Крупнейший город — Сторновей на Льюисе.